# Arup Group
Arup Group Limited er en britisk multinational arkitekt- og ingeniørvirksomhed med hovedkvarter i London. Deres fokus er på byggesektoren med 17.000 ansatte på 90 kontorer i 35 lande. De har gennemført projekter i 160 lande.
Arup blev etableret i 1946 af Ove Arup som Ove N. Arup Consulting Engineers.